# Rubel rosyjski
Rubel rosyjski (ros. российский рубль; od 1998 RUB, 1992–1997 RUR) – jednostka monetarna używana obecnie w Rosji i w następujących nieuznawanych państwach: Abchazji i Osetii Południowej (oficjalnie części Gruzji).
Rubel dzieli się na 100 kopiejek. Do jego oznaczania używa się symbolu ₽ (znak Unicode U+20BD, zapis HTML &#8381;).
Według jednej z wersji, nazwa rubla pochodzi od rosyjskiego czasownika рубить (rubiť) – „odcinać” (od sztuki srebra).
Kurs rubla rosyjskiego do 29 czerwca 2006 roku ustalany był odgórnie przez Centralny Bank Federacji Rosyjskiej, kiedy to podjęto decyzję o jego uwolnieniu. Od lipca 2006 roku kurs ustala rynek.
Kurs średni NBP: 1 RUB = 0,0419 PLN (stan na sierpień 2023).

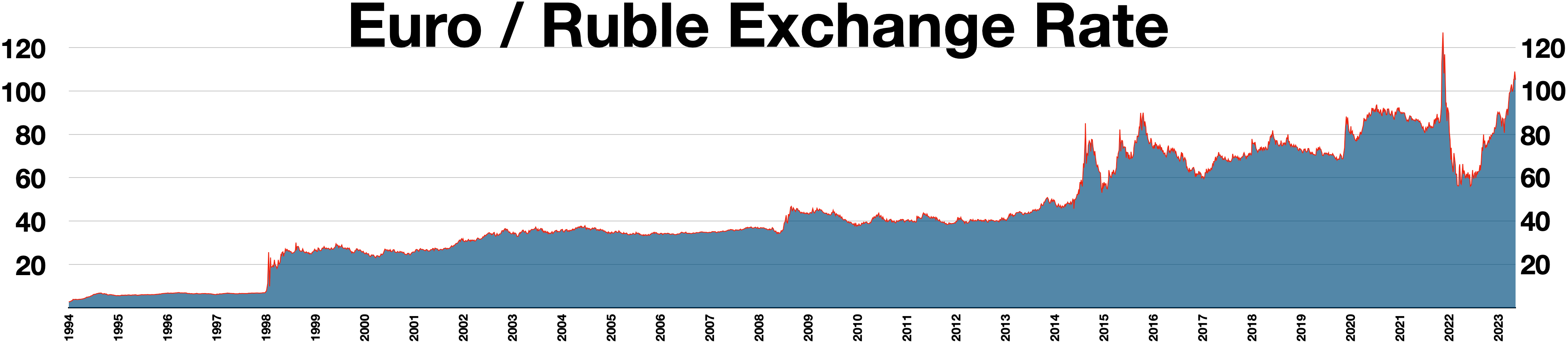
Kurs euro w rublach rosyjskich od 1994 roku

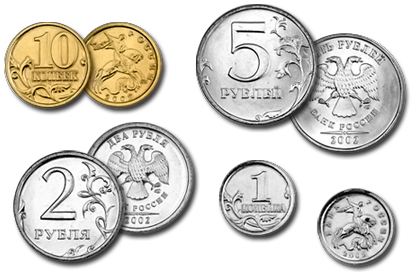